# Trauma transgeracional
Trauma transgeracional são os efeitos psicológicos e fisiológicos que o trauma experimentado por pessoas tem sobre as gerações subsequentes daquele grupo. O principal modo de transmissão é o ambiente familiar compartilhado do infante, causando alterações psicológicas, comportamentais e sociais no indivíduo.
Trauma coletivo ocorre quando o trauma psicológico experimentado por comunidades e grupos de identidade é incorporado como parte da memória coletiva e do senso compartilhado de identidade do grupo. Por exemplo, o trauma coletivo foi vivenciado por sobreviventes judeus do Holocausto e outros membros da Comunidade judaica na época, pelos povos indígenas do Canadá durante o Sistema de escolas residenciais indígenas do Canadá e por Afro-americanos que foram escravizados. Quando esse trauma coletivo afeta gerações subsequentes, denomina-se trauma transgeracional. Por exemplo, se judeus experimentam estresse extremo ou praticam Sobrevivencialismo por medo de outro Holocausto, mesmo tendo nascido após o Holocausto, então estão vivenciando trauma transgeracional.
O trauma transgeracional pode ser uma experiência coletiva que afeta grupos de pessoas que compartilham uma identidade cultural (por exemplo, etnia, nacionalidade ou identidade religiosa). Também pode ser aplicado a famílias individuais ou a díades individuais de pais e filhos (díades). Por exemplo, sobreviventes de abuso infantil e tanto sobreviventes diretos do trauma coletivo quanto membros das gerações subsequentes podem desenvolver transtorno de estresse pós-traumático complexo.
Pesquisas sobre possíveis mecanismos biológicos para a herança do trauma começaram no final dos anos 1990.
Foi sugerido que o estresse traumático pode ser transmitido para gerações futuras via epigenética. No entanto, o efeito é difícil de separar da transmissão ambiental e cultural, e ainda não foram encontradas evidências conclusivas de que isso ocorra em humanos.
Embora a metilação de genes relacionados ao estresse em humanos possa afetar o desenvolvimento, não há evidências de que essas mudanças em humanos sejam transmitidas para gerações subsequentes. A metilação normalmente é apagada quando um óvulo é fertilizado.

## História
Este campo de pesquisa é relativamente novo, mas tem se expandido desde meados da década de 2000.
O trauma intergeracional foi reconhecido pela primeira vez nos filhos de sobreviventes do Holocausto. Em 1966, psicólogos começaram a observar um grande número de filhos de sobreviventes do Holocausto buscando ajuda psicológica em clínicas no Canadá. Os netos de sobreviventes do Holocausto estavam 300% acima da proporção nas indicações para uma clínica de psiquiatria em comparação com sua representação na população geral.
Desde então, o trauma transgeracional tem sido observado entre os descendentes de afro-americanos forçados à escravidão, sobreviventes do genocídio dos nativos americanos, sobreviventes de guerra (Prisioneiro de guerra), refugiados, sobreviventes de violência doméstica, e muitos outros grupos que sofreram angústia coletiva.

## Definições e descrição
O trauma transgeracional é uma experiência coletiva que afeta grupos de pessoas devido à sua identidade cultural (por exemplo, etnia, nacionalidade ou identidade religiosa). Devido à sua natureza coletiva, o termo geralmente não é aplicado a famílias únicas ou a díades individuais de pais e filhos. No entanto, assim como os sobreviventes de abuso infantil, tanto os sobreviventes diretos do trauma coletivo quanto os membros das gerações subsequentes podem, individualmente, desenvolver transtorno de estresse pós-traumático complexo.
O trauma pode ser transmitido socialmente (por exemplo, através de comportamentos aprendidos) ou através dos efeitos do estresse no desenvolvimento antes do nascimento (incluindo aumento do consumo de tabaco/álcool).

### Trauma histórico
Trauma histórico, um subtipo de trauma transgeracional, é a devastação coletiva do passado que continua a afetar populações no presente através da transmissão intergeracional. O trauma histórico resulta em vulnerabilidade a problemas de saúde mental e física devido ao sofrimento ancestral que tem sido acumulado ao longo das gerações em "legados de incapacidade para os descendentes contemporâneos". Embora o evento traumático real e os grupos afetados sejam heterogêneos, todos os traumas históricos consistem em três elementos: um evento traumático, um sofrimento coletivo resultante e um impacto multigeracional desse trauma. Com o tempo, o trauma e a relação com as vítimas tipicamente evoluem de maneira semelhante, mas mais complicada do que a antecipação genética, resultando em uma maior perda de identidade das vítimas e em uma integração adicional na sociedade.
Para vítimas individuais, o trauma histórico frequentemente se manifesta de quatro maneiras: depressão, hiper-vigilância, formação de vínculo traumático e reencenação do trauma. Com base nas observações clínicas de Selma Fraiberg, pesquisadores de trauma infantil como Byron Egeland, Inge Bretherton e Daniel Schechter identificaram empiricamente mecanismos psicológicos que favorecem a transmissão intergeracional, incluindo a dissociação no contexto do apego e a "comunicação" da experiência traumática prévia como um efeito dos esforços parentais para manter a autorregulação no contexto do transtorno de estresse pós-traumático e alterações correlatas nos processos cognitivos sociais.

## Sintomas
Os sintomas do trauma intergeracional sempre começam com o sobrevivente de um trauma, os quais tendem a se manifestar como sintomas de TEPT. Frequentemente, o trauma na segunda geração é considerado uma resposta traumática ao trauma parental. A transmissão entre o pai e o filho pode ser dividida em cinco medidas: comunicação, conflito, coesão familiar, afeto parental e envolvimento dos pais. Altos níveis de estresse materno foram diretamente correlacionados com um funcionamento familiar fraco e indiretamente correlacionados com comportamentos desviantes entre as crianças. Os sintomas comuns em crianças consistiam em depressão, comportamento antissocial, delinquência e comportamento disruptivo na escola.
Algumas crianças experimentaram transmissão direta, em que seu trauma originou-se das interações e relacionamentos com seus pais, enquanto outras experimentaram transmissão indireta, na qual seu trauma estava principalmente enraizado na culpa. Aqueles afetados por transmissão direta eram mais propensos a explodir por meio de suas ações, enquanto os afetados por transmissão indireta eram mais propensos a desenvolver depressão, ansiedade e culpa.
Os sintomas também diferem conforme a etnia e o tipo de trauma original. Escravidão, genocídio, violência doméstica, abuso sexual e pobreza extrema são fontes comuns de trauma que conduzem ao trauma intergeracional. A falta de terapia também agrava os sintomas e pode levar à transmissão. Por exemplo, sobreviventes de abuso sexual infantil podem influenciar negativamente as gerações futuras devido ao trauma não resolvido do passado. Isso pode levar a sentimentos aumentados de desconfiança, isolamento e solidão. Descendentes de pessoas escravizadas, quando confrontados com violência motivada pelo racismo, microagressões ou racismo explícito, reagem como se estivessem enfrentando o trauma original que lhes foi transmitido geracionalmente. Existem diversos estressores na vida que levam a essa reação semelhante ao TEPT, como diferentes experiências racistas, estressores diários, eventos significativos relacionados à raça ou traumas ou racismo coletivo. Isso também se manifesta nos estilos parentais. Goodman e West-Olatunji propuseram o potencial trauma transgeracional no rescaldo de desastres naturais. Em uma Nova Orleans pós-Furacão Katrina, os residentes têm observado um aumento dramático na violência interpessoal com taxas de mortalidade mais elevadas. Esse fenômeno também foi relatado nos descendentes de estudantes indígenas em escolas residenciais, que foram afastados de seus pais e familiares e careciam de modelos de parentalidade. Ser punido por falar sua língua nativa e ser proibido de praticar rituais tradicionais teve um efeito traumático em muitos estudantes, e o abuso infantil era disseminado nas escolas também.
Nos últimos anos, os sintomas do trauma transgeracional têm sido identificados entre afro-americanos, em relação aos efeitos da escravidão e da discriminação racial. Essa transmissão do trauma pode ter origem na própria unidade familiar ou ser encontrada na sociedade através da discriminação atual e da opressão. O evento traumático não precisa ser experienciado individualmente por todos os membros de uma família; os efeitos duradouros ainda podem permanecer e impactar os descendentes devido a fatores externos. Por exemplo, a internalização, por crianças negras, das reações dos outros à cor de sua pele se manifesta como uma forma de trauma duradouro originalmente experimentado por seus ancestrais. Essa reação à pele negra tem origem em atitudes semelhantes às que ocasionaram as condições traumáticas e a escravização dos escravizados. Crianças e jovens negros são mais suscetíveis ao trauma racial porque ainda não adquiriram conhecimento suficiente para compreender plenamente o racismo e seus efeitos. Contudo, esses comportamentos traumáticos vivenciados em idade tão precoce refletem o estilo parental. Um filho branco pode aprender comportamentos racistas do seu ambiente, mas, da mesma forma, uma criança negra pode aprender a afirmar sua identidade e a responder a comentários e ações racistas de seus pais. Vestígios do trauma impactam o sucesso escolar de crianças negras e de outras minorias. O trauma transgeracional também foi amplamente registrado em refugiados e seus filhos, podendo perdurar por várias gerações. Tais traumas podem originar-se da violência, perseguição política, instabilidade familiar e das dificuldades inerentes à migração.

### Descendentes de pessoas escravizadas
Em geral, os afro-americanos que apresentam qualquer doença mental são resistentes a receber tratamento devido ao estigma, a concepções negativas e ao medo da discriminação. Isso reduz o número de afetados que buscam ajuda. A falta de tratamento faz com que os sintomas se agravem, levando à internalização adicional do sofrimento e ao piora da saúde mental do indivíduo. Os afetados pelo trauma baseado na raça frequentemente não buscam tratamento não só por conta do estigma, mas também por medo de que o profissional de saúde não compreenda sua perspectiva como uma minoria marginalizada. Ademais, o estigma associado à saúde mental levou a uma escassez de pesquisas e, consequentemente, de tratamentos. Contudo, a falta de tratamento também pode ser atribuída ao diagnóstico equivocado dos sintomas. Sinais de trauma exibidos em crianças negras são frequentemente rotulados como deficiências comportamentais ou educacionais, permitindo que o trauma permaneça sem tratamento. Embora os sintomas do trauma frequentemente se manifestem como outras doenças mentais, como depressão e ansiedade, o diagnóstico mais amplo muitas vezes não é tratado.

### Coreanos
Han é um conceito de emoção, descrito de diversas formas, como algum tipo de tristeza ou ressentimento, entre outros, que é considerado por alguns como um elemento essencial da identidade coreana e, por outros, como uma identidade pós-colonial moderna.
Michael D. Shin argumenta que o aspecto central de han é a perda de identidade, e define han como "o complexo de emoções que resultam da perda traumática da identidade coletiva". Han está mais comumente associada a famílias divididas: famílias que foram separadas durante a Guerra da Coreia. De acordo com Shin, todos os coreanos podem experimentar han, ou uma "sensação constante de estar incompleto", devido à falta de uma identidade coletiva em razão da contínua divisão da Coreia. Além disso, novas gerações de coreanos aparentemente a herdam por crescerem em um país dividido.

### Refugiados
Os refugiados frequentemente estão em risco de experimentar trauma transgeracional. Embora muitos refugiados vivenciem algum tipo de perda e trauma, o trauma relacionado à guerra foi documentado por ter efeitos mais duradouros sobre a saúde mental e se estender por mais gerações. Crianças são especialmente suscetíveis ao trauma do reassentamento, pois sua infância pode ter sido interrompida pela migração para um novo país. Adicionalmente, elas frequentemente enfrentam a dificuldade de aprender um novo idioma, adaptar-se a um novo ambiente e navegar pelo sistema social das escolas no país de acolhimento. O cuidado parental normal é interrompido pelo processo de fuga da casa original e pode continuar a ser prejudicado pelos sintomas de TEPT dos pais e pelos desafios enfrentados no novo lar. Além disso, muitos países de acolhimento não oferecem sistemas adequados de saúde mental para refugiados, o que pode agravar os sintomas e levar à transmissão do trauma. Em geral, crianças de refugiados exibem níveis mais elevados de depressão, TEPT, ansiedade, déficit de atenção, estresse e outras questões psicológicas.
A maioria dos refugiados foge de suas casas para escapar da guerra, do conflito ou de desastres naturais. Na maioria das vezes, o bem-estar da terra natal dos refugiados não melhora, o que causa exposição contínua ao trauma de origem. Isso pode ser descrito como trauma de segunda mão e pode ser experimentado por muitos. Contudo, os descendentes que possuem tanto trauma transgeracional quanto intergeracional podem experimentar trauma de segunda mão em maior escala.

#### Refugiados da Guerra do Vietnã
Desde 1975, os Estados Unidos têm acolhido muitos refugiados do Vietnã, Camboja, Tailândia e Laos. Como resultado da Guerra do Vietnã, muitos desses refugiados do Sudeste Asiático estão em alto risco de experimentar trauma transgeracional. Fatores ocorridos tanto antes quanto depois da imigração para a América podem contribuir para a traumatização nesses grupos. Ser forçado a testemunhar e fugir da violência e da guerra foi um acontecimento extremamente traumático, resultando em altos níveis de angústia psicológica.
Ao chegarem aos Estados Unidos, os vietnamitas-americanos enfrentaram dificuldades para se adaptar ao novo ambiente, resultando em mobilidade social limitada, altas taxas de pobreza na comunidade e exposição à violência comunitária. A exposição a esses estressores está correlacionada com sintomas de trauma mais intensos em refugiados vietnamitas-americanos de primeira geração.
Por sua vez, essas experiências traumáticas impactaram as formas como os refugiados criavam seus filhos, pois internalizavam a ideia de serem estrangeiros em um novo país e enfatizavam o sucesso em face de seus inúmeros sacrifícios. Essa transmissão cultural e familiar de trauma levou os vietnamitas-americanos de segunda geração a enfrentar suas próprias formas de trauma intergeracional. Tais manifestações únicas de problemas de saúde mental e estresse frequentemente não são abordadas devido a padrões socioculturais de silêncio e à recusa em buscar tratamento.
Embora a maioria desses grupos fugisse da guerra e da pobreza, os refugiados cambojanos também escapavam de um genocídio promovido pelo Khmer Rouge. As atrocidades de violência, fome e tortura foram temas comuns experimentados por esses refugiados.
Muitas famílias de refugiados cambojanos se recusaram a falar sobre seu trauma, criando um ambiente isolador para as crianças. Isso levou à transmissão do trauma por meio do padrão contínuo de silêncio e da recusa em reconhecer o problema ou buscar tratamento. Também há dados mostrando que as crianças de sobreviventes de regiões com taxas mais elevadas de violência e mortalidade exibiram sintomas mais intensos. O estilo de parentalidade dos cuidadores pode também contribuir para o impacto entre as crianças de sobreviventes do Khmer Rouge. Um estudo de 2013 constatou que, entre os sobreviventes do Khmer Rouge com TEPT que praticavam a parentalidade invertida – em que o pai ou mãe busca apoio emocional na criança – pode haver taxas mais elevadas de ansiedade e depressão nas crianças.

### Indígenas australianos
Muitas crianças de Aborígenes australianos e Ilhéus do Estreito de Torres foram forçadamente removidas de seus pais e colocadas em reservas e missões aborígenes no final do século XIX e na primeira metade do século XX. Algumas foram posteriormente colocadas com famílias brancas, e essa prática continuou mesmo após o fim das remoções forçadas para reservas. Essas pessoas passaram a ser conhecidas como as Gerações Roubadas, e gerações sucessivas sofrem de trauma intergeracional como resultado disso, bem como de outras questões relacionadas à colonização da Austrália, como a desapropriação de terras, perda de idioma, etc. Muitos aborígenes australianos frequentemente enfrentam discriminação e resistência ao tentar acessar diversos serviços, incluindo os legais, de saúde, moradia e educação. Verificou-se que, em 2019, 28% da população carcerária total consistia em aborígenes australianos e ilhéus do Estreito de Torres. A partir de 2022, essa porcentagem aumentou para 32% de todos os presos. Um estudo envolvendo 43 mulheres aborígenes constatou que essas mulheres frequentemente enfrentam mais dificuldades quando encarceradas em comparação com suas colegas. Com essas dificuldades enfrentadas pelos aborígenes australianos, o trauma muitas vezes é transmitido aos seus descendentes, pois eles estão na linha de frente da discriminação, frequentemente são alvos desde a infância ou crescem enfrentando dificuldades semelhantes às de seus familiares.

### Povos nativos/indígenas das Américas
Colonialismo de colonos abrange uma ampla gama de práticas: guerra, deslocamento, trabalho forçado, remoção de crianças, realocação, destruição, massacre, genocídio, escravidão, disseminação intencional e não intencional de doenças mortais, proibição da língua indígena, regulamentação do casamento, assimilação, erradicação da cultura, e práticas sociais e espirituais. A colonização europeia, em alguns casos, envolveu a subjugação dos povos indígenas das Américas através da violência, limpeza étnica, assimilação forçada e aculturação. Reservas indígenas e políticas prejudiciais que excluíam e oprimiam os nativos evocavam respostas semelhantes ao trauma, assim como os descendentes de sobreviventes do Holocausto. De forma similar, nos sobreviventes do Holocausto encontramos os mesmos padrões e efeitos nas populações indígenas e em seus filhos e netos.
Devido aos efeitos do colonialismo de colonos, da opressão, do racismo e de outros eventos adversos, os nativos americanos experimentam de forma desproporcional experiências adversas na infância e disparidades de saúde, incluindo altas taxas de TEPT, depressão, abuso de substâncias, diabetes e outros transtornos psiquiátricos.

### Militares e suas famílias
O trauma transgeracional também é comumente conhecido como trauma secundário devido à transmissão de sintomas que podem ocorrer entre indivíduos próximos (ou seja, crianças, cônjuges/companheiros e outros membros da família). O trauma transgeracional afeta a todos, inclusive os militares e suas famílias. Padrões de trauma transgeracional podem ser reconhecidos através do uso de um genograma, uma árvore genealógica que fornece uma representação visual dos padrões hereditários. Especificamente, um genograma focado no trauma pode ser utilizado com aqueles que sofrem de transtorno do estresse agudo (TEA) e transtorno de estresse pós-traumático (TEPT).
Padrões familiares traumáticos podem incluir aspectos como abuso sexual, violência doméstica e até mesmo eventos como desastres naturais. Esse tipo de genograma é inclusivo para militares, pois leva em consideração as experiências dos membros das forças armadas. Algumas dessas considerações incluem o tempo de serviço, o papel desempenhado, se o militar foi prisioneiro de guerra e se testemunhou a morte ou lesão de outros. No entanto, nem todos os militares transmitem o trauma intergeracional.
Militares que testemunharam ou participaram de atos abusivos de violência foram encontrados como transmissores do trauma que experimentaram para seus filhos. Os filhos desses veteranos apresentam distúrbios comportamentais como agressividade, hiperatividade e delinquência. Crianças cujo pai ou mãe foi diagnosticado com TEPT apresentam taxas mais elevadas de ansiedade e agressividade em comparação com crianças de civis ou não-veteranos. Essas crianças também podem apresentar sintomas depressivos aumentados e outros sintomas de TEPT. No entanto, constatou-se que cônjuges e parceiros de veteranos podem ajudar a mitigar os efeitos da transmissão dos sintomas traumáticos.
Esse tipo de trauma intergeracional pode ser experimentado e transmitido não apenas para os filhos de veteranos, mas também para seus cônjuges/companheiros, afetando, em última instância, toda a unidade familiar. Veteranos que experienciaram TEPT ou reações de estresse de combate (CSR) tiveram cônjuges/companheiros que apresentaram sintomas psiquiátricos aumentados. Esses sintomas incluíam sentimentos de solidão e relações prejudicadas dentro da unidade familiar e do casamento. Assim como os veteranos que sofrem de TEPT, seus cônjuges ou parceiros podem experienciar muitos dos mesmos sintomas, como a evitação de pensamentos, comportamentos e emoções, bem como intrusões de cognições e imagens indesejadas que os lembrem das experiências negativas do parceiro. Sintomas comuns de angústia emocional para esses cônjuges incluem depressão e ansiedade. Esses sintomas representam o trauma intergeracional que é transmitido do veterano para o cônjuge.
O trauma intergeracional pode, às vezes, passar despercebido pelo cônjuge ou parceiro que sofre da transmissão do trauma. Pode ser difícil para esses indivíduos reconhecerem que estão emocionalmente afetados, dificultando a busca por tratamento. Recursos como um genograma podem ser excelentes para que um indivíduo reconheça o trauma que lhe foi transmitido.
Quando se trata de trauma transgeracional, a transmissão pode ocorrer de forma rápida e afetar muitas pessoas com as quais o militar teve contato. Isso inclui também profissionais de saúde mental e médicos de atenção primária com os quais o militar trabalha. Profissionais que participaram de uma pesquisa intitulada “Secondary Traumatic Stress Scale” relataram dificuldades para dormir, sensação de entorpecimento emocional e pensamentos intrusivos sobre os clientes.

#### Tratamento
Profissionais de saúde mental que pretendem trabalhar com veteranos que sofrem de TEPT e outras experiências traumáticas devem ter experiência com veteranos e militares. A sensibilidade cultural é outro aspecto a ser considerado ao trabalhar com essa população. Compreender a cultura e o estilo de vida militar é fundamental para desenvolver a relação terapêutica e os planos de tratamento. Outra consideração cultural é o componente familiar, que pode incluir a família biológica do militar ou sua família escolhida. O ambiente militar pode impor muitos estressores para o militar e sua família – como mudanças repentinas de local, alterações constantes nos planos de implantação, dificuldade de transição após o retorno da implantação, entre outros. Portanto, é crucial que o profissional de saúde mental compreenda verdadeiramente a vida militar.
No caso do TEPT, para prevenir ou minimizar o trauma intergeracional, é importante que a família também busque serviços de saúde mental. Um cônjuge ou parceiro que recebe apoio em saúde mental e se encontra em uma situação melhor devido a essas intervenções pode beneficiar toda a unidade familiar. Em uma família militar, os papéis estão em constante mudança, pois o militar está em implantação ou em períodos de transição. Assim, a família precisa se adaptar à entrada e saída do militar em suas vidas. Uma família saudável torna o cônjuge/parceiro um fator preditivo da retenção do soldado e do funcionamento adequado da unidade familiar.
A resiliência também pode desempenhar um papel nesse contexto. Alguns fatores que contribuem para a resiliência na família incluem flexibilidade ou estilo organizacional, o sistema de crenças da família e o processo de comunicação. Esses são aspectos importantes a serem identificados, pois podem auxiliar no tratamento do trauma intergeracional. Fortalecer a unidade familiar pode empoderar cada membro e, juntos, superar o trauma intergeracional. Compreender a cultura militar também pode ajudar as famílias nesse processo.
Além dos genogramas, a terapia breve focada na solução (SFBT) tem se mostrado eficaz com famílias militares. Essa abordagem enfatiza os sucessos do cliente e a criação de pequenos passos alcançáveis, utilizando a linguagem e a experiência do cliente para abordar sistematicamente as questões familiares. A SFBT, aliada aos genogramas, pode fornecer informações tanto para o cliente quanto para o clínico, contribuindo para uma prática mais informada. Enquanto os genogramas ajudam a identificar claramente os padrões de trauma na família, a SFBT pode contribuir para a mudança desses padrões, proporcionando à família uma forma mais saudável de viver e funcionar. Essa abordagem também pode educar o cliente e sua família sobre o que foi transmitido das gerações anteriores e sobre o que está começando a ser transmitido, ajudando a alterar a trajetória futura e os princípios dinâmicos familiares.

## Transmissão
Diversos estudos transgeracionais atuais foram realizados com adultos que experienciaram desastres naturais ou adversidades. Um estudo constatou que os filhos de vítimas de tortura apresentaram mais sintomas de ansiedade, depressão, TEPT, déficits de atenção e transtornos comportamentais do que o grupo de comparação daqueles que não vivenciaram o trauma específico. Um estudo qualitativo com crianças brasileiras de sobreviventes do Holocausto propôs um modelo de transmissão transgeracional de experiências traumáticas, bem como de padrões de resiliência, que podem ser transmitidos entre gerações e desenvolvidos dentro das gerações. De acordo com Froma Walsh, a teoria da resiliência sugere que as respostas de indivíduos e famílias a experiências traumáticas são um processo em constante mudança, que envolve tanto a exposição a desafios quanto o desenvolvimento de mecanismos de enfrentamento que auxiliam na superação desses desafios. Independentemente do risco, há oportunidades para o desenvolvimento da resiliência por meio da exposição a recursos significativos que apoiem a capacidade de superar a adversidade. Os pesquisadores Cowan, Callaghan e Richardson estudaram o impacto das adversidades na infância em indivíduos e seus descendentes. Seus achados foram consistentes com a teoria da transmissão, revelando que o fenótipo de estresse manifestado por indivíduos que experienciaram a adversidade também foi observado em crianças e até em netos.
A opressão que os negros experimentaram por meio da escravidão e do racismo tem impacto psicológico sobre como eles veem a realização. Em termos sociais, isso parece dificultar que os negros ultrapassem determinado limiar de status socioeconômico, escapem de um certo bairro ou superem um determinado estilo de vida ou status.
Para os nativos americanos, políticas governamentais passadas e deslocamentos internos são teorizados como tendo efeito mesmo em gerações futuras. A imposição social de sua ostracização faz com que eles sejam geralmente removidos da sociedade, se sintam impotentes e não convidados no governo, ficando à própria sorte. A transmissão transgeracional do trauma colonial também é considerada um fator que contribui para as altas taxas de dificuldades de saúde mental que as comunidades Canadenses indígenas experimentam. O deslocamento e os maus-tratos durante a colonização ocasionaram efeitos negativos nos filhos daqueles que sobreviveram a tais experiências, sendo transmitidos de geração em geração por meio da marginalização social contínua e da violência lateral. A perda de culturas e a consequente falta de coesão comunitária representam um desafio adicional para os grupos na resolução do trauma transgeracional.
O ambiente fetal é influenciado pela dieta materna. Essa história ambiental pode fazer com que a resposta do desenvolvimento fetal se altere para produzir um fenótipo metabólico adequado ao ambiente antecipado.
Foi sugerido que o humor da mãe pode influenciar o feto, embora os estudos sobre isso apresentem resultados mistos. Não está claro se algum dos efeitos persiste após o nascimento.

## Tratamento
Como o trauma transgeracional é uma forma de exposição traumática indireta, muitas vezes passa despercebido ou é diagnosticado erroneamente pelos clínicos. A falta de acessibilidade a tratamentos pode acarretar diversas consequências, como problemas de saúde, comportamentais e sociais, que podem perdurar ao longo da vida do indivíduo.
A experiência de estresse traumático pode modificar funções cognitivas, comportamentais e fisiológicas, aumentando a suscetibilidade a problemas de saúde mental e física. Por ser uma forma de estresse traumático, o trauma transgeracional pode aumentar o risco de desenvolver transtornos psicológicos, como transtorno de estresse pós-traumático, transtorno depressivo maior, transtorno de ansiedade generalizada, esquizofrenia, autismo e transtornos do uso de substâncias.
Diversas modalidades terapêuticas têm se mostrado eficazes no tratamento de transtornos relacionados ao trauma e estresse, como terapia cognitivo-comportamental, terapia de processamento cognitivo, terapia de exposição prolongada, terapia focada na compaixão, terapia comportamental dialética e terapia narrativa. Cada uma dessas terapias compartilha componentes úteis para abordar o trauma, como psicoeducação, regulação e processamento emocional, processamento e reconstrução cognitiva e processamento do trauma. Dado que o trauma transgeracional é uma forma única de exposição traumática, essas modalidades podem ser eficazes em reduzir seus efeitos negativos a longo prazo. No entanto, há componentes específicos do trauma transgeracional que devem ser abordados diretamente, independentemente da modalidade escolhida. Como a relação de apego entre pais ou cuidadores e filhos é o principal mecanismo de transmissão do trauma transgeracional, o tratamento deve focar na importância dos padrões familiares e interpessoais relativos ao cliente, utilizando intervenções centradas no apego.
O tratamento eficaz para quem vivencia trauma transgeracional também se concentra em explorar, desenvolver e manter fatores de proteção que possam reduzir seu impacto negativo. Alguns fatores de proteção incluem promover um apego seguro entre pais e filhos, bem como ter acesso a diversas fontes de apoio (por exemplo, família, amigos, comunidade). Um modelo de tratamento que enfatiza a relação entre pais e filhos é o Modelo de Tratamento do Trauma Intergeracional (ITTM). O ITTM dedica atenção específica à natureza intergeracional das experiências traumáticas e foca na capacidade do pai ou cuidador de responder às experiências traumáticas da criança. Promover um apego seguro e um ambiente familiar de apoio pode mitigar o impacto negativo potencial do trauma transgeracional.
Outras modalidades terapêuticas menos convencionais também se mostraram úteis para amenizar os efeitos negativos do trauma transgeracional. A musicoterapia tem sido considerada uma forma eficaz de tratamento para aqueles que testemunharam ou vivenciaram um evento traumático. Por exemplo, a musicoterapia tem sido implementada com sucesso junto a militares, refugiados traumatizados e sobreviventes do Holocausto. Especificamente, a musicoterapia analítica (AMT) foi considerada eficaz em facilitar um grau de cura por meio da autoexploração, mitigando o impacto negativo do trauma transgeracional. Histórias de cura do trauma têm sido sugeridas como forma terapêutica.
Fora das modalidades terapêuticas descritas, diversas ferramentas e técnicas também têm se mostrado úteis para aumentar a conscientização sobre os efeitos do trauma transgeracional, bem como para diminuir seu impacto psicológico. Por exemplo, o Questionário de Roteiro Transgeracional (TSQ) tem sido utilizado para complementar sessões de psicoterapia, auxiliando no desenvolvimento da consciência tanto do sistema familiar interno quanto externo. O TSQ tem como alvo os roteiros transgeracionais, que são padrões sistêmicos inconscientes que persistem em famílias e grupos, perpetuados por meio de emoções, crenças e comportamentos. Esses roteiros são então utilizados para explorar as percepções implícitas e explícitas do cliente acerca da dinâmica e do sistema familiar. Ao utilizar o TSQ, o clínico pode guiar o cliente para separar as experiências de seus ancestrais das suas próprias. Em casos mais complexos de trauma intergeracional, o Genograma de Trauma e Resiliência Transgeracional (TTRG) pode auxiliar os clínicos a compreenderem e avaliarem melhor o impacto desse trauma. O TTRG tem como alvo os diversos componentes que contribuem para a manutenção do trauma transgeracional, implementando uma visão ecossistêmica do trauma e atentando para preocupações sociopolíticas específicas. Esse processo permite que os clínicos avaliem melhor as origens e os fatores de manutenção da experiência do trauma transgeracional em um indivíduo, contribuindo para uma conceituação de tratamento mais abrangente.
Ao conceituar o tratamento para indivíduos que vivenciam trauma transgeracional, é fundamental considerar de que forma diversos fatores culturais impactam a forma como os tratamentos são recebidos ou percebidos. Embora os mecanismos pelos quais o trauma transgeracional ocorre sejam consistentes entre culturas, há variações no grau de relevância dos fatores socioculturais que podem agravar os efeitos do trauma transgeracional em diferentes comunidades marginalizadas. Adicionalmente, os terapeutas devem incorporar uma perspectiva culturalmente sensível à modalidade terapêutica escolhida. É imperativo que o terapeuta foque no estabelecimento de uma base concreta de confiança e segurança na relação terapêutica, já que vários grupos minoritários que vivenciam trauma transgeracional podem ter desenvolvido uma significativa desconfiança nas interações interpessoais, bem como em organizações ou instituições maiores.

## Críticas à herança de trauma via epigenética
Um modelo proposto sugere que o trauma dos pais poderia ser herdado por meio de um mecanismo biológico epigenético. Embora a ideia tenha sido amplamente divulgada na mídia, ela não é suportada por evidências robustas.
Pesquisas em roedores sugerem que mudanças epigenéticas podem ser observadas em genes associados ao eixo hipotálamo-hipófise-adrenal (HPA), que coordena o sistema de resposta ao estresse do corpo. Mudanças epigenéticas relacionadas ao estresse, não hereditárias, também foram estudadas em macacos. No entanto, a maioria dos efeitos epigenéticos não é transmitida para a próxima geração, e a maior parte da transferência de informações entre gerações não envolve herança epigenética.
De acordo com o geneticista Kevin Mitchell, "essas são, de fato, alegações extraordinárias, e estão sendo avançadas com evidências menos do que ordinárias." Ele afirma: "Esta é uma enfermidade na ciência moderna: quanto mais extraordinária, sensacional e aparentemente revolucionária for a alegação, mais baixo é o padrão das evidências sobre as quais ela se baseia, quando o oposto deveria ser verdade." Mitchell acrescenta que muitos veem isso como um "vale-presente para sair da genética" e comenta: "Acho que as pessoas não gostam da ideia, pelo menos algumas, de que nascemos com certas predisposições difíceis de mudar." Ele afirma que as experiências são expressas através de mudanças na neuroanatomia humana, e não por padrões de expressão gênica, além de argumentar que os cientistas dessa área contribuíram para pesquisas enganosas: "Existe uma indústria de exageros em torno da ciência, que considero corrosiva. E acho que os cientistas são participantes dispostos disso de uma forma que me parece cada vez mais desagradável à medida que envelheço, porque isso faz um enorme desserviço, de forma cumulativa, à forma como o público em geral entende a ciência, devido a esse constante exagero."
O biólogo Ewan Birney criticou especificamente um artigo que utilizou uma amostra de 32 pessoas para sustentar sua alegação de que os filhos de sobreviventes do Holocausto apresentavam evidências de estresse herdado. Ele argumenta que o mecanismo para a herança epigenética em humanos permanece evasivo devido a inúmeros fatores influentes, incluindo "forças sociais complexas que persistem ao longo do tempo", o fato de que mulheres humanas em desenvolvimento já possuem todos os seus óvulos quando são fetos e, por fim, que ao longo da vida de um indivíduo as influências epigenéticas são tão determinantes que a "memória celular epigenética" faz com que nossas células geneticamente idênticas se diferenciem em suas formas específicas. Ademais, mesmo em camundongos, onde essas influências confusas podem ser controladas, "a verdadeira herança epigenética transgeracional é extremamente rara."

## Leituras adicionais
- Coffey R (1998). Unspeakable truths and happy endings. [S.l.]: Sidran Press. ISBN 1-886968-05-5 Verifique o valor de |url-access=registration (ajuda)
- Danieli Y, ed. (1998). International handbook of multigenerational legacies of trauma. New York: Plenum
- Daud A, Skoglund E, Rydelius P (2005). «Children in families of torture victims: transgenerational transmission of parents' traumatic experiences to their children.». International Journal of Social Welfare. 14: 23–32. doi:10.1111/j.1468-2397.2005.00336.x
- Degruy J (2005). Post Traumatic Slave Syndrome: America's Legacy of Enduring Injury and Healing. [S.l.]: Uptone Press. ISBN 978-0963401120
- Flanagan, Tom (2022). «Reparations for Historical Injustice and Intergenerational Trauma». Kulturní studia / Cultural Studies. 10 ((19) 2/2022): 3–14. doi:10.7160/KS.2022.190201
- Graff G (primavera de 2017). «The Intergenerational Trauma of Slavery and Its Aftereffects: The Question of Reparations.». Journal of Psychohistory. 44 (4): 256–268
- Fossion P, Rejas MC, Servais L, Pelc I, Hirsch S (2003). «Family approach with grandchildren of Holocaust survivors». American Journal of Psychotherapy. 57 (4): 519–527. PMID 14735877. doi:10.1176/appi.psychotherapy.2003.57.4.519
- Herman JL (1997). Trauma and recovery: The aftermath of violence from domestic abuse to political terror. New York: Basic Books
- Schwab G (2010). Haunting Legacies: Violent Histories and Transgenerational Trauma. [S.l.]: Columbia University Press
- Sibrava NJ, Bjornsson AS, Pérez Benítez AC, Moitra E, Weisberg RB, Keller MB (janeiro de 2019). «Posttraumatic stress disorder in African American and Latinx adults: Clinical course and the role of racial and ethnic discrimination». The American Psychologist. 74 (1): 101–116. PMC 6338337. PMID 30652903. doi:10.1037/amp0000339
- van der Kolk BA, Roth S, Pelcovitz D, Sunday S, Spinazzola J (outubro de 2005). «Disorders of extreme stress: The empirical foundation of a complex adaptation to trauma». Journal of Traumatic Stress. 18 (5): 389–399. PMID 16281237. doi:10.1002/jts.20047